# Jacques Rémus
Jacques Rémus, né en 1947 à Versailles, est un artiste sonore, musicien expérimental, compositeur, auteur de sculptures sonores interactives et de machines musicales robotisées ainsi qu'un biologiste français.

## Biographie et formation
Biologiste à l’origine, agronome (INA Paris-Grignon 1968-1970, DEA ENS-Ulm 1971), et chercheur en écologie marine et aquaculture (CNEXO, actuel Ifremer), Jacques Rémus choisit à la fin des années 70 de se consacrer à la musique et à l’exploration de différentes formes de création. Saxophoniste, il participe à la fondation du groupe Urban-Sax. Après de nouvelles études il est diplômé en Musicologie à Paris VIII, il s'initie en Acoustique et Musique à Paris VI avec Émile Leipp, il suit diverses formations en composition musicale (GRM, IACP, École Normale de Musique, Scola Cantorum, GMEB, IRCAM). Plus tard, il est admis à une formation nationale de responsables d’entreprises artistiques et culturelles à l’ANFIAC, (Paris, 1988-89).

## Influences
Durant ses premières études, il est attiré par la musique électro-acoustique de Pierre Schaeffer dont il suit les enseignements au GRM et surtout de Pierre Henry. Il est influencé par des musiciens de « free jazz » comme Steve Lacy ou Don Cherry qui le conseillent. Il mène des activités pédagogiques de 1975 à 1980 avec le GRM, l’Ensemble 2e2m et enseigne à l’École Nationale des Beaux-Arts de Bourges. Il crée au même moment le collectif « Musique en Herbe », axé sur la formation musicale de jeunes enfants et utilise la construction d’instruments de musique inspirés de la facture instrumentale comme base pédagogique,.
À partir de 1980, après un séjour aux États-Unis et au Canada où il rencontre des artistes de la "sound-sculpture", Jacques Rémus se consacre progressivement puis exclusivement à l'écriture musicale et à la conception de sculptures ou "machines" musicales.
Son travail est influencé par la musique de Conlon Nancarow que Charles Amirkhanian lui fait découvrir en 1979 et que lui présenta plus tard Trimpin.
Il est aussi très séduit par les œuvres de nombreux auteurs de science-fiction et en particulier de Raymond Roussel que lui fait découvrir Pierre Bastien.

## Démarche
Sa production démarre en 1981. La particularité de son travail est d’utiliser des processus industriels comme des chaînes de fabrication à actionneurs pneumatiques, des transmissions informatiques sur longues distances, des démultiplexeurs originaux pour former des ensembles instrumentaux mêlant des sons produits mécaniquement avec une lutherie traditionnelle et des sons acoustiques générés avec des énergies ou des matériaux nouveaux,.
Ses premières commandes robotiques étant développées avant la diffusion du langage musical MIDI, il développe son propre protocole avec des ordinateurs primitifs comme le Sinclair ZX81. La spatialisation de sources sonores mécaniquement animées et non amplifiées est aussi la caractéristique de ses installations. Ses ensembles de machines sont en général volumineux car les sons graves non amplifiés demandent de grandes dimensions.
Privilégiant l’espace public, il produit des installations fonctionnant en extérieur à partir de la fin des années 90,.
Jacques Rémus réalise des arrangements musicaux de trois types : des musiques que seules des machines peuvent jouer, des musiques bruitistes inspirées de la démarche de Luigi Russolo et des musiques «reconnaissables» arrangées à partir d’un répertoire allant de la musique baroque à la musique contemporaine, alors jouées sur des ensembles accordés. La démarche de Jacques Rémus, reliée à l’art sonore, se rattache plus précisément à ce qui est théorisé par les allemands sous le nom de Klangkunst, une pratique artistique plus qu’un mouvement,,.

## Réalisations
Ses œuvres ont été présentées dans des installations, des spectacles, des expositions-concerts ou des performances en France, au Canada, États-Unis, Japon, Afrique du Nord et dans plusieurs pays d’Europe.
Parmi une vingtaine d’installations crées et diffusées entre 1990 et 2011, les plus importantes sont : Concertomatique no 2 (1992), La Roue Leonardo (1995), Le Carillon des Zic-phones (1998), le Carillon no 3 (2001), L’Ensemble des Machines à Laver Musicales (2002), l'Orgabulles (2006), les Thermophones à Bascules (2008), les Motorgs (2011) avec la Cie Sud-Side,,,.
Il crée des spectacles avec musiciens et machines comme Bombyx (1981) ou le Double Quatuor à Cordes (1987). Puis plus tard il crée Léon et le Chant Des Mains (2001, commande du Festival de Donaueschingen avec le collectif Métalu-A-Chahuter), Jean Sebastien B et les Machines Vivantes (avec la cantatrice Cécile Rives) ou Signa (2001-2009, duo avec Rolf Sudman, théréministe),,,,.
Et pour jouer avec les machines, il développe des systèmes interactifs dont la « Camera Musicale » (interface virtuelle entre le geste et la musique) qui permettent de jouer avec les installations. Il produit des animations comme le Clavecin du fantôme de Madame de Brimont à Cassan (2006) ou des installations entièrement automatisées comme les Bascules à percussion (2008) pour le Musée des Sciences à San Sebastian (Espagne) et au Musée des Arts Forains à Paris : aux Salons de Musique (1999), Salons vénitiens (2000) et au Théâtre du Merveilleux (2003-2020).
Parallèlement, il écrit des musiques pour le spectacle et le film (Michel Caserta, Denis Pondruel, Stéphane Fievet, Abraham Ségal (1995 à 2019), et a coproduit des spectacles dont il écrit la musique (Aod-Konkhé 1982, Les Muses Bathymétriques 1984).
Depuis 2014 son travail est axé sur la création d’un instrumentarium basé sur la thermoacoustique (tuyaux d’orgues sans soufflerie, fonctionnant avec de très hautes températures). Lauréat 2016 des projets « Arts et Sciences » de la Diagonale de Saclay, il travaille en collaboration avec plusieurs équipes du CNRS et des laboratoires aux États-Unis en particulier avec le professeur Steven Garret du Pennsylvania State University pour mettre au point les «Thermophones». Il produit des installations et concerts automatiques Thermophones 2 (2011) puis Thermophonia (2014-2019), ensemble de 40 Thermophones présenté avec musiques originales,.
Lauréat en 2021 du programme de soutien à la création artistique « Mondes Nouveaux » mis en œuvre par le Ministère de la Culture, présidé par Bernard Blistène et financé par l’Union Européenne pour soutenir 430 créatrices et créateur après la crise du Covid, son projet « Chœurs et Thermophones  le chant des orgues thermiques " démarre en 2022. Fruits d’un travail de construction et d’écriture musicale avec de nombreux collaborateurs, les Thermophones de 5ème génération, sont un ensemble de tuyaux sonores, formant un jeu d’orgue mobile, entièrement télécommandé, sans soufflerie et accompagné par un carillon tubulaire 
Les Thermophones  sont suspendus autour du public et pilotés par un clavier. Ils accompagnent des chanteurs ou jouent en solo . Après deux années de construction, préparation et répétitions, la première présentation a été réalisée en octobre 2023 avec le « Chœur de Chambre de Paris », direction Olivier Delafosse, et du pianiste au claviers des Thermophones Nicola Giosmin. De plus des pièces ont été composées et interprétées par Roland Cahen (Thermophones seuls), Jose-Miguel Fernandez, Jacques Rémus et Michel Risse (Thermophones et Carillon N°3).
L’atelier principal de Jacques Rémus est depuis 1985 situé aux Frigos de Paris, en proximité de la Grande Bibliothèque (Paris, 13e)

### Aquaculture
« Critères et moyens d'étude pour la recherche des sites à priori favorables pour l'aquaculture », Actes des Colloques no 1, CNEXO Best, 1973. Pages 387 à 398.
"Inventaire des sites à priori favorables à l'aquaculture. Côte Atlantique de Bordeaux à la Rochelle 2e partie (tomes 1 et 2).", Rapports CNEXO-COB, 1974, 767 pages.
Inventaire des sites favorables à l'aquaculture de la côte Atlantique. Étude générale, Brest, CNEXO, 1973-1975.

### Pédagogie
« Des instruments à construire par les enfants, », Cahiers recherche/musique, 1- Pédagogie musicale d'éveil, Paris, INA-GRM, Institut National de l'Audiovisuel, numéro spécial avec Élisabeth Dumurier, Michel Chion, François Delalande, Vishka Radkiewitcz, Evelyne Gayou et Claire Renard, 1er trimestre 1976, pages 67–77.

### Machines musicales
- « The music of ringed pipes », Proceedings of the International Symposium on Musical Acoustics, july 2-6, 1995, p.68-73.
- « De la musique mécanique à la « Mécamusique », une démarche basée sur l’informatique musicale de commande. », Actes des Journées d’Informatique Musicale (JIM 2012), 9-11 mai 2012, Pages 23 à 32.
- Musiques Arts Technologies. La Sculpture sonore, pratique artistique en recherche de définition., Paris, L’harmattan, collection Musique/Philosophie, 2004  (ISBN 2-7475-6691-9), pages 61 à 77.
- « NIME 2007,7th international Conference on New Interfaces for Musical Expression, Panelist bio », Proceeding NIME 2007 New York edited by Langdon Crawford, 2007, page 23 dans 484 pages.
- « Non haptic control of music by video analysis of hand movements », Proceedings of the International Conference on New Interfaces for Musical Expression (NIME)  (ISBN 978-2-84426-314-8), 2006, Pages 250 à 253 sur 435 pages.
- « Les Thermophones, récentes évolutions et spatialisation », Forum International Ircam Montréal, février 2021.

## Musiques de film
Courts métrages
- 1997 : Les Tourments de Miss Murphy de Jean-Noël Delamarre, avec Éric Provoost et Rufus
- 1997 : Tallula !, fiction de Violaine Bellet, Antoine Capliez, avec Franck Douaglin, Karl Hauchwarter et Violaine Bellet
- 1999 : Vita, film d’animation de Vita Ivantcha
- 2004 : Tage und Nächte in Paris de Georg Stefan Troller

Longs métrages
Pour le réalisateur Abraham Segal :
- 1983 : Alésia et retour, voyage phénoménal
- 1986 : Hors les murs
- 1989 : Comme des fleurs
- 1989 : Van Gogh, la revanche ambiguë
- 1996 : Enquête sur Abraham
- 1999 : Enquête sur Paul de Tarse
- 2000 : Le Mystère Paul
- 2013 : Quand Sisyphe se révolte
- 2014 : Camus, de l’absurde à la révolte
- 2017 : Enseignez à vivre ! Edgar Morin et l’éducation innovante

## Radios
- Bruno Letort, « Tapage nocturne reçoit Jacques Remus (OCTOPUS) 2007[24] ;
- Elsa Daynac, Reportage avec Jacques Rémus et son orgue particulier, 8 mars 2016 À 7h25[25] ;
- Aude Lavigne, la-vignette-jacques-remus-inventeur, 28/10/2011[26].

## TV vidéos
- Reportage de J.Ansault consacré à l'artiste sonore Jacques Rémus diffusé le 21 septembre 2006 sur Direct 8 dans l'émission Tout va bien[27].

## Prix et récompenses
- Faust d'or en 1994 et en 1998 au F.A.U.S.T. (Forum des Arts de l'Univers Scientifique et Technique), Toulouse.